# حسم
حسم في الاقتصاد (بالإنجليزية: allowance) بالمعنى الواسع «المقدار المسموح به» ويستخدم التعبير الإنجليزي في أحوال عديدة متباينة، كالآتي:
- عندما يخصص صاحب المال جزء منه لشراء شيء يكون هو صاحب الأمر في أن يسمح لأحد غيره بالقيام بعملية شراءالشيئ، لهذا يسمى جزء المال المخصص لذلك حسما .
- في البناء: هو حدود معينة في خصائص المبنى، متفق عليها بين صاحب العقار ومقاول البناء ومدونة في عقد البناء، مثل أجهزة دورات المياه أو وسائل الإضاءة وغيرها، لم يتفق على تفاصيلها بالضبط في العقد، وتشكل حدودا للتنفيذ يلزم المقاول على التصرف في حدودها . إذا زادت مصروفات تلك التركيبات عن الحسم المخصص لها، فمن حق صاحب البناء مطالبة المقاول بتقديم كشف تفصيلي عن تلك المصروفات التي تعدت مبلغ الحسم.[1]
- هو مقدار التخفيض  في السعر الذي يقدمه البائع إلى المشتري لتحفيزه على الشراء،
- أيضا التخفيض  في أوزان البضائع أو مقاييس البضاعة المقيدة في الفواتير المسموح به عادة طبقا لنوع التجارة، أو طبقا لحدود الحسم المتفق عليها في العقد،
- في الحسابات : هو مبلغ من المال يرصد كإحطياطي ويخصص لتسديد الديون المعدومة أو للضرائب .
- في إنجلترا : هو مصروف الأبناء الذي يأخذونه من آبائهم لصرفه كما يحلو لهم .

أو العلاوة التي يعطيها صاحب العمل لموظفيه

## اقرأ أيضاً
- شراء
- صفقة
- وقت العمل
- قبول